# Alphonse Poaty-Souchlaty
Alphonse Poaty-Souchlaty (Departamento de Kouilou, 25 de marzo de 1941– 24 de octubre de 2024) fue un político congoleño, que ocupó el cargo de Primer ministro de la República del Congo de 7 de agosto de 1989 a 8 de enero de 1991 bajo la presidencia de Denis Sassou Nguesso.

## Biografía
Poaty-Souchlaty era hijo de Alphonse Souchlaty-Poaty y Alphonsine Ndoko Ntondo.
Poaty-Souchlaty fue Ministro de Finanzas de 1976 a 1983. Ocupó otras carteras como la de Ministro de Comercio y empresa de 1986 a julio de 1989. Después del Cuarto Congreso Ordinario del Partido Congoleño del Trabajo (PCT) a finales de julio de 1989, fue nombrado Primer Ministro el 7 de agosto, sucediendo a Ange-Edouard Poungui. El nuevo gobierno encabezado por Poaty-Souchlaty fue nombrado el 13 de agosto.
Después de ppoco más de un año en el cargo, Poaty-Souchlaty renunció al cargo el 3 de diciembre de 1990, cuando el régimen de partido único del PCT estaba llegando a su fin. Al mismo tiempo renunció al PCT. Se decía que Poaty-Souchlaty no estaba de acuerdo con el presidente, Denis Sassou Nguesso, sobre qué rumbo político debería tomar el país frente a las demandas generalizadas de cambio.
Después de su renuncia, Poaty-Souchlaty creó el partido llamado la Unión Republicano por el Progreso (Union républicaine pour le progrès, URP). Durante las elecciones parlamentarias de 1992, la URP consiguió tan solo tres escaños. Al mismo tiempo, Poaty-Souchlaty fue el candidato de las elecciones presidenciales de 1992, donde consiguió tan solo el 0.30% de los votos.
Después de dejar URP, Poaty-Souchlaty se unió a la Unión Panafricana por la Democracia Social (UPADS) en 1992. Aunque no obtuvo ningún cargo durante la presidencia de Pascal Lissouba de 1992 a 1997, Poaty-Souchlaty fue elegido como uno de los 25 vicepresidentes del partido en diciembre de 2006, en el primer congreso extraordinario.